# Bat Cave and Cascade Caverns State Nature Preserves
Bat Cave and Cascade Caverns State Nature Preserves sind zwei Nature Preserves (Naturreservate) mit einer Fläche von insgesamt 146 acre (59 ha) innerhalb der Grenzen des Carter Caves State Resort Park in Carter County, Kentucky, in den Vereinigten Staaten. Bat Cave wurde am 16. Dezember 1981 als Teil des Office-of-Kentucky-Nature-Preserves-Systems zum Schutz des Indiana-Mausohrs (Myotis sodalis) eingerichtet, da diese Fledermausart in den Höhlen überwintert mit bis zu 28.000 Exemplaren. Das Cascade Caverns Preserve wurde eingerichtet um zwei seltene Pflanzenarten in Kentucky, den Vermont-Ahorn (Acer spicatum) und die Kanadische Eibe (Canadian yew) zu schützen.